# 惡魔獵人 (動畫)
《惡魔獵人》是由卡普空的遊戲《惡魔獵人系列》改編的日本電視動畫，由動畫公司MADHOUSE製作於2007年6月14日至9月6日期間共播放12集。故事背景發生在《惡魔獵人》和《惡魔獵人2》之間的某個時間點。

## 外部連結
- Devil May Cry官方網站 （页面存档备份，存于） （日語）